# Кирва, Гилберт
Гилберт Кипруто Кирва — кенийский легкоатлет, бегун на длинные дистанции.
Родился в местечке Нанди Хиллс в провинции Рифт-Валли, Кения. На призовые деньги Венского марафона купил дом в Элдорете, где живёт в настоящее время вместе со своей семьёй.
На Токийском марафоне 2013 года занял 6-е место с результатом 2:08.17. 27 октября 2013 года принял участие на Франкфуртском марафоне, однако не смог закончить дистанцию.

## Достижения
- Победитель Гамбургского полумарафона 2009 года — 1:01:52
- Победитель Венского марафона 2009 года — 2:08:21
- Победитель Франкфуртского марафона 2009 года — 2:06:14
- Серебряный призёр Сеульского марафона 2010 года — 2:06:59

## Сезон 2014 года
16 марта занял 3-е место на Сеульском международном марафоне — 2:06.44.